# MuLab
MuLab (genannt MUTON während der Entwicklung und bei der Erstveröffentlichung 2006 als LUNA vermarktet) ist eine Digital Audio Workstation (DAW) für Mac OS X und Windows, die von MuTools entwickelt wird.
MuLab ist in drei Versionen erhältlich, die sich in ihrem Funktionsumfang unterscheiden. Werden in der Free- oder XT-Edition vorgegebene Grenzen überschritten, so blendet das Programm Störgeräusche ein. Lediglich die teuerste Programmvariante MuLab UL kennt diese Einschränkung nicht.
MuLab kann als VST-Host und auch als ReWire-Master eingesetzt werden. Weiter kann man beispielsweise auch externe Hardware über MIDI Clock Out synchronisieren und ansteuern.